# Anthony Morse
Anthony Keith Morse (Lawrenceville, Georgia, 13 de abril de 1994) es un baloncestista estadounidense que pertenece a la plantilla del Pallacanestro Varese de la Lega Basket Serie A. Con 2,06 metros de estatura, juega en la posición de ala-pívot.

## Trayectoria deportiva
Es un pívot formado en la universidad de Tennessee Tech Golden Eagles. Tras no ser drafteado en 2016, debutaría como profesional en Hungría, en las filas del Atomerőmű SE.
En verano de 2017, firma con el Basketball Löwen Braunschweig, para jugar su primera temporada en la Basketball Bundesliga.
En julio de 2020, se compromete con el Pallacanestro Varese de la Lega Basket Serie A, tras jugar la temporada 2019-20 en las filas del Andrea Costa Imola.